# Lawen
Lawen is een bestuurslaag in het regentschap Banjarnegara van de provincie Midden-Java, Indonesië. Lawen telt 3900 inwoners (volkstelling 2010).